# Milton Gonçalves
Milton Gonçalves (Monte Santo de Minas, 9 dicembre 1933 – Rio de Janeiro, 30 maggio 2022) è stato un attore, drammaturgo e regista televisivo brasiliano.

## Biografia

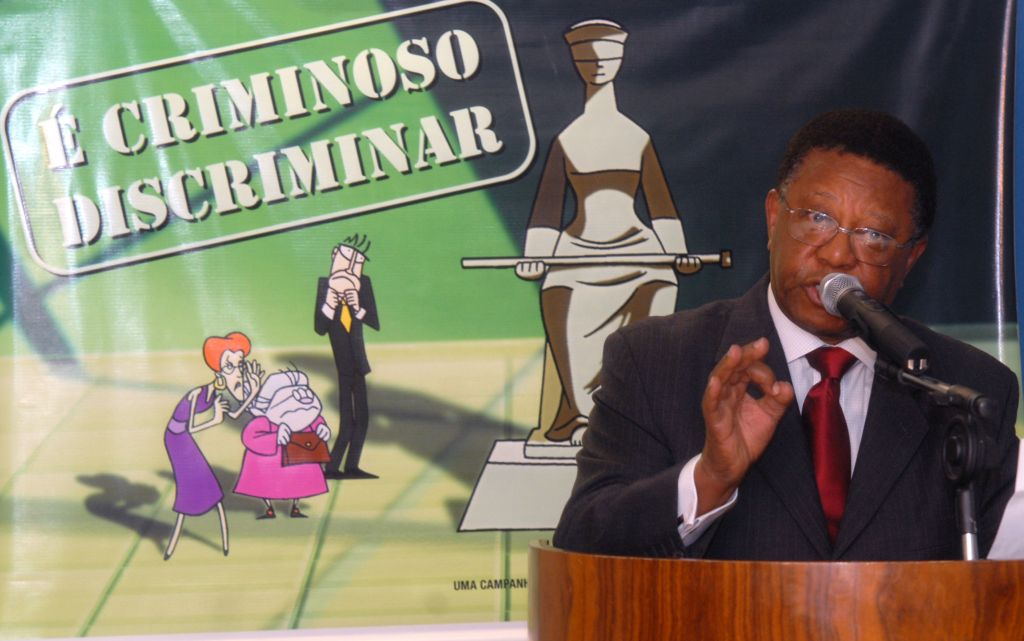
Milton Gonçalves in veste di oratore a una manifestazione antirazzista

Milton Gonçalves era diventato da poco grafico pubblicitario quando andò a vedere per la prima volta una rappresentazione teatrale, rimanendone affascinato. Decise dunque che la recitazione sarebbe diventata la sua vita. Lavorò all'inizio in compagnie teatrali amatoriali, per poi essere scelto da un grande professionista come Augusto Boal.
Gonçalves fu autore di quattro opere teatrali, una delle quali è stata diretta da Dalmo Ferreira.
Importante anche la sua carriera televisiva: fu uno dei due registi della telenovela La schiava Isaura ed apparve come attore in diverse altre. Recitò inoltre sul grande schermo, sia in patria sia a Hollywood: in particolare lavorò nei film Il bacio della donna ragno e Il dittatore del Parador in arte Jack.
Milton Gonçalves, che si batté sempre contro le discriminazioni razziali, svolse per qualche tempo politica attiva, candidandosi tra l'altro nel 1994 per la carica di governatore dello stato di Rio de Janeiro. Era anche membro della Massoneria, nella quale entrò poco prima di compiere sessant'anni. 
Amico fraterno di Chico Anysio, registrò uno spettacolo in sua commemorazione, trasmesso da TV Verdes Mares, al fianco di Nizo Neto (figlio di Chico), Mauricio Sherman, Fernanda Montenegro e Orlando Drummond.
Fu il primo brasiliano a ricevere una candidatura all' Emmy nella categoria dei migliori attori (2006).
Nel 2018 vinse il Trofeu Mario Lago: prima di lui nessun attore afrobrasiliano era stato premiato con l'ambito riconoscimento.
Milton Gonçalves è morto per le conseguenze di un ictus nella sua casa di Rio de Janeiro il 30 maggio 2022, all'età di 88 anni.

## Vita privata
Ebbe tre figli, tra cui Mauricio Gonçalves - unico maschio - attore anche lui.

## Filmografia parziale

### Cinema
- Il bacio della donna ragno (Kiss of the Spider Woman), regia di Héctor Babenco (1985)
- Italiani a Rio, regia di Michele Massimo Tarantini (1987)
- Il dittatore del Parador in arte Jack (Moon Over Parador), regia di Paul Mazursky (1988)
- Pelè, regia di Jeff e Michael Zimbalist (2016)

### Televisione
- O Bem-Amado (1973)
- Gabriela (1975)
- Destini (Baila Comigo) (1981)
- Terre sconfinate (Terras do Sem-Fim) (1981)
- Mamma Vittoria (Pão-Pão, Beijo-Beijo) (1983)
- Il cammino della libertà; altro titolo: La padroncina (Sinhá Moça, Rede Globo, 1986)
- Terra nostra 2 - La speranza (Esperança) (2002)
- Sinhá Moça (2006)
- Cobras & Lagartos (2006)
- Lado a lado (2012)